# Länstrafiken i Skaraborg

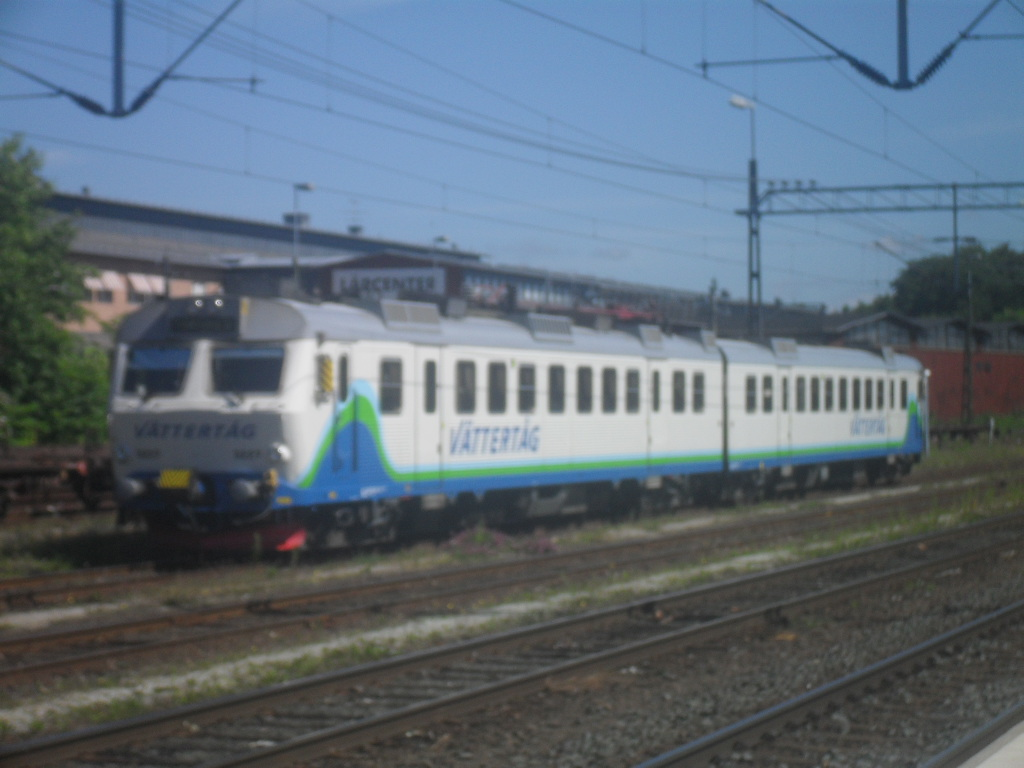
Vättertågen hade samma färgschema som Länstrafikens bussar. X14 uppställd vid Falköpings centralstation.

Länstrafiken i Skaraborg (ofta kallat Länstrafiken) var mellan 1983 och 1999 trafikhuvudman (även kallat Länstrafikbolag) för dåvarande Skaraborgs län. Det innebar att de ansvarade för lokal kollektivtrafik inom sitt område.
Länstrafiken i Skaraborg ansvarade för busstrafiken inom Skaraborgs län. Länstrafiken fick även ansvar för tågtrafiken Herrljunga-Lidköping-Mariestad-Laxå och Skövde-Karlsborg. Den sistnämnda lades ned efter några år, eftersom det ansågs kosta för mycket jämfört med buss.
Övrig tågtrafik sköttes av SJ. Bussarna, liksom tågen via Lidköping och Mariestad, var vita med blå och gröna ränder.
1998 i samband med att både Västra Götalands län inrättats och Västra Götalandsregionen skapades, bildades Västtrafik av de fem trafikhuvudmännen, Länstrafiken i Skaraborg, Älvsborgstrafiken och de tre i Göteborgs och Bohus län.
De gamla företagsnamnen fanns dock kvar under en övergångstid och det var först i januari 2000 som det officiella namnbytet till Västtrafik ägde rum.